# Bothriomyrmex decapitans
Bothriomyrmex decapitans är en myrart som beskrevs av Santschi 1911. Bothriomyrmex decapitans ingår i släktet Bothriomyrmex och familjen myror. Inga underarter finns listade.